# Alberto Cucchi
Alberto Cucchi (Trecate, 29 marzo 1903 – Brescia, 28 aprile 1969) è stato un imprenditore e dirigente sportivo italiano.

## Biografia
Commerciante di metalli, fece la sua fortuna con il trattamento del rame.
Fu presidente del Brescia Calcio nel biennio 1949-1951, con la squadra impegnata in Serie B (ottenne un sesto e un nono posto in classifica). 
Nel corso della sua presidenza si distinse per aver proposto e attuato la ripartizione tra le società calcistiche dei fondi provenienti dal Totocalcio.